# Michelangelo Ziccardi
Michelangelo Ziccardi (Campobasso, 1802 – Napoli, 5 aprile 1845) è stato un botanico, storico e medico italiano, che fu anche sindaco di Campobasso.

## Biografia
Membro dell'Accademia Pontaniana e di altre associazioni culturali e scientifiche del Regno delle Due Sicilie, fu sindaco di Campobasso dal 1843 fino alla sua morte. Recatosi a Napoli nel marzo 1845 per impegni istituzionali, vi contrasse il tifo e vi morì.
Il 20 maggio dello stesso anno un elogio funebre fu recitato nella Chiesa della Santissima Trinità a Campobasso. A lui è stata dedicata una via del centro storico di Campobasso, nella quale è vissuto al civico 89.

## Ricerche
Collaboratore di Michele Tenore, si dedicò a studi meticolosi sulle erbe medicinali presenti nel territorio molisano lavorando alla Flora sannitica, un'opera comprendente la descrizione di migliaia di piante presenti nel territorio con le loro caratteristiche e proprietà. Tale ricerca suscitò l'interesse dei più famosi botanici, fra cui Luigi Baselice, per la minuziosità e la scrupolosità delle nozioni riportatevi. Il suo erbario, oltre 50 pacchi, fu poi donato alla Scuola Superiore di Agricoltura di Portici ed è stato poi studiato assieme a quello del Baselice da Armando Villani, che vi ha dedicato alcuni saggi di botanica storica. Compilò anche gli indici alla silloge botanica di Tenore.
Tradusse dal francese un trattato sulle acque termali di Ischia di Chevalley de Rivaz, arricchendolo di note e commenti. Nel 1838 pubblicò una lettera sull'epizoozie di alcuni volatili e aggiunse un discorso critico al volume "Opere Minori" di Giovanni Semmola.
Oltre agli studi erboristici, Ziccardi rivolse la sua attenzione al passato attraverso ricerca storica del Molise ed in particolare sulla città di Campobasso, lavoro ancora inedito alla sua morte.
Tra le opere letterarie I cappuccini in Campobasso o la pace (1876), dove si narra la storia del conflitto tra la confraternita dei Crociati contro quella dei Trinitari che nel Cinquecento animava la città di Campobasso culminata successivamente con la pace stipulata per mezzo di Fra Geronimo da Sorbo nell'anno 1587.

## Opere
- Descrizione delle acque termo-minerali e delle stufe dell'isola d'Ischia, 1840 (con Telemaco Metaxà ed Étienne Chevalley de Rivaz)
- Dell'epizoozia di taluni animali nel Sannio. Lettera del dott. Michelangelo Ziccardi al chiarissimo Giovanni Semmola, Tipografia Nuzzi, Campobasso, 1872
- I cappuccini in Campobasso o la pace. Cronaca del secolo XVI ... ristampata in più facile lettura e fornita di note, e documenti dall'avv. Pasquale Albino, Tipografia D. de Nigris, 1876; rist. anastatica Palladino Editore, 2001